# Catherynne M. Valente
Catherynne M. Valente, född 1979 i Washington, USA, är en författare av flera fantasyromaner riktade till ungdomar. Hennes verk har blivit nominerade till Hugopriset och Nebulapriset, samt vunnit till exempel Locuspriset, Lambda Literary Award och Mythopoeic Award.
Valente är kanske mest känd för sin serie Fairyland. För den första boken i serien, The Girl Who Circumnavigated Fairyland in a Ship of Her Own Making, vann hon Locuspriset för bästa ungdomsroman efter att den hade publicerats online 2009. Det var den första boken att vinna priset innan den publicerats traditionellt. 2011 publicerades boken av ett förlag, och kom med på The New York Times bästsäljarlista. En prequel till serien publicerades online 2011. Inga av Valentes böcker har ännu översatts till svenska.